# لی جو اون
لی جو اون (کره‌ای: 이주은؛ زادهٔ ۷ ژوئن ۱۹۹۵) که بیشتر با نام جو اون (کره‌ای: 주은) شناخته می‌شود، خواننده و بازیگر اهل کره جنوبی و یکی از اعضای گروه دخترانه دیا است. او در ۲۷ آوریل ۲۰۲۳، با انتشار تک‌آهنگ «Easy Breezy» با همکاری سو این گوک فعالیت انفرادی خود را آغاز کرد.

## فیلم‌شناسی

### مجموعه تلویزیونی
| سال  | عنوان                                     | نقش        | توضیحات  | منابع |
| ---- | ----------------------------------------- | ---------- | -------- | ----- |
| ۲۰۱۸ | درامای ویژه کی‌بی‌اس - تاریخ انقضای من و تو | پارک سه هی | نقش مکمل | [ ۲ ] |

### مجموعه اینترنتی
| سال  | عنوان                   | نقش              | توضیحات  | منابع |
| ---- | ----------------------- | ---------------- | -------- | ----- |
| ۲۰۱۸ | رؤیاپردازی کن           | گو یو نا         | نقش اصلی | [ ۲ ] |
| ۲۰۱۹ | من عاشقانه را شروع کردم | یو این بیول      | نقش اصلی | [ ۳ ] |
| ۲۰۱۹ | عشق اول من              | دوست هان سونگ یی | مهمان    |       |